# 人称変化
人称変化（にんしょうへんか）とは、インド・ヨーロッパ語族の用語で動詞が主語と話者との関係（人称）、および数によって語形を変えることをいう。主語と話者が同じ場合を一人称、主語が話者の相手である場合を二人称、それ以外を三人称という。以下はラテン語の動詞 sum（esse）の例（直説法、現在形、能動態）である。
| 人称   | 単数 | 複数  |
| ------ | ---- | ----- |
| 一人称 | sum  | sumus |
| 二人称 | es   | estis |
| 三人称 | est  | sunt  |

同様の人称変化は印欧語族に限らず世界の多くの言語（ウラル語族、アフロアジア語族、その他）に見られる。
主語だけでなく目的語の人称によっても変化する言語もあり、例えばアイヌ語、エスキモー語やウラル語族の一部などに見られる。ハンガリー語では印欧語と同様の人称変化のほかに、目的語の定性による変化（定活用・不定活用）がある。
印欧語の多くでは動詞に人称変化があるため、主語の人称代名詞を明示する必要がない（プロドロップ言語）。しかし英語やフランス語のように人称変化が退化した言語では、こういうことはできない。また現代のスカンジナビア語群、デンマーク語やノルウェー語、スウェーデン語には人称変化は存在しない。
日本語、中国語など東アジアを中心に分布する主題優勢言語では、動詞の人称変化はないが、文脈に応じて主語を明示しない。このうち日本語、朝鮮語、ジャワ語など文法的な敬語法が発達した言語では、場合によってはそれが人称変化の代用となっている。
動詞だけでなく、名詞に所有者の人称を示す人称接辞がつく言語もあり（ウラル語族やトルコ語など）、特にアイヌ語では体の一部分などについてはこれが義務的である。